# Санто Стефано ди Магра
Са̀нто Стѐфано ди Ма̀гра (на италиански: Santo Stefano di Magra, на местен диалект Sa' Steu, Са Стеу) е градче и община в северозападна Италия, провинция Специя, регион Лигурия. Разположено е на 54 m надморска височина. Населението на общината е 8795 души (към 2011 г.).